# Anticlea adlata
Anticlea adlata là một loài bướm đêm trong họ Geometridae.